# La falena (opera)
La falena è un'opera di Antonio Smareglia su libretto di Silvio Benco. Fu rappresentata per la prima volta al Teatro Rossini di Venezia il 6 settembre 1897. La critica contemporanea apprezzò molto il lavoro, intravedendovi «genialità, fortuna di ispirazione, eleganza ed abilità di fattura».
La musica, in cui l'uso di Leitmotiv lascia intravedere influenze wagneriane, è sostenuta da un ampio e pervasivo movimento sinfonico che attraversa i tre atti dell'opera. Tra i momenti più intensi il lungo duetto del secondo atto tra il virtuoso re e la malvagia protagonista.

## Interpreti della prima rappresentazione
| Personaggio | Interprete        |
| ----------- | ----------------- |
| Re Stellio  | Alfonso Garulli   |
| Uberto      | Vittorio Brombara |
| Albina      | Emma Carelli      |
| La falena   | Alice Cucini      |
| Morio       | Leopoldo Cromberg |

Direttore: Gialdino Gialdini.

## Trama
L'azione si svolge in un'epoca antica sulle coste europee dell'Atlantico. 

### Atto I
La scena è nelle vicinanze della reggia di re Stellio. Sera, poi notte.
Un gruppo di fanciulle parla della casta Albina, che sicuramente il re ama. E come questa giunge, la fanno arrossire. Il padre di Albina, Uberto, vecchio saggio della comunità, commenta favorevolmente. Ritornano dalla caccia re Stellio e i cacciatori. Con loro è prigioniero un ladro che tentò di rubare delle prede. Il re deve giudicarlo ma Albina intercede per lui, rubò ma perché povero, senza mezzi e con dei figli da sfamare. Il re perciò lo assolve mentre Uberto lo esorta a non rubare più.
Rimasti soli Stellio e Albina si confidano il loro amore. Ma in quella esce dal bosco una donna misteriosa e ignota che getta sul re un incantesimo dicendo che poi a notte verrà da lui; lo addormenta in un sonno ipnotico e quindi scompare. Albina chiede aiuto, arrivano Uberto e i paesani e il re addormentato viene portato nella reggia.

### Atto II
La scena rappresenta il tugurio della Falena nel bosco. Notte fonda.
La Falena attende, magicamente vede che re Stellio è balzato dal letto e sta venendo da lei. Ma vede pure che Uberto si è lanciato all'inseguimento. E ne gioisce, non avrà solo amore ma anche sangue. Stellio arriva e, nonostante degli sprazzi di lucidità, cede ai voleri della Falena, che ha detto di chiamarsi Redana (Renata nella prima versione del libretto). Arriva pure Uberto che implora la Falena di liberare Stellio, ma invano. Anzi la Falena invita Stellio ad uccidere Uberto, e l'omicidio si compie. Però subito dopo il re si dispera per quanto avvenuto, vorrebbe lavarsi le mani del sangue ma non ci riesce, ed inoltre sente come un lontano lamento, il pianto di Albina. La Falena cerca di calmarlo, e propone di fuggire verso paesi lontani. Ed i due fuggono nella notte.

### Atto III
La scena è sulla spiaggia del mare, si vede una nave, la nave del pescatore Morio. Notte poco prima dell'alba, poi sorge il sole, poi giorno.
Morio racconta ai giovani pescatori le sue avventure e i suoi viaggi verso lontani e misteriosi paesi. Poi va a dormire stanco della notte passata a pescare. I giovani mentre si allontanano vengono chiamati dai paesani, Stellio e Uberto sono spariti nel bosco, bisogna trovarli. Tutti si allontanano.
Dal bosco escono re Stellio e la Falena. Svegliano Morio chiedendo di partire. Ma il vecchio pescatore vedendo la Falena capisce che si tratta di una creatura infernale e chiede spiegazioni al re. Intanto comincia a sorgere il sole, e la Falena si rende conto che con la luce morirà. Si allontana quindi verso il bosco sempre più in sofferenza, e poco a poco svanisce nell'ombra del bosco. . 
Ritornano tutti i paesani. Re Stellio confessa il delitto dell'omicidio di Uberto, mentre Morio maledice la Falena e le creature infernali. Il re dichiara di non essere più degno di essere re, e di venire ucciso, ma ecco arrivare Albina, che lo perdona, e quindi straziata dal dolore muore.

## Discografia
- 1976 - Ruggero Bondino (Re Stellio), Mario D'Anna (Uberto), Rita Lantieri (Albina), Leyla Gencer (La falena), Aurio Tomicich (Morio), Dario Zerial (Il ladro), Giuseppe Botta (Un marinaio) - Direttore: Gianandrea Gavazzeni - Orchestra e Coro del Teatro Verdi di Trieste - Registrazione dal vivo - Bongiovanni[5]